# Full Moon (låt av Brandy Norwood)
"Full Moon" är en låt framförd av Brandy Norwood, inspelad till hennes tredje studioalbum med samma namn. Kompositionen skrevs och producerades av Mike City och blev en utbrytare från Rodney "Darkchild" Jerkins dominerande influens på albumet. Låten hade premiär på amerikansk radio 1 april 2002 som albumets andra singel. "Full Moon", som beskrevs av Norwood som "ghetto", är en R&B- och poplåt med hiphop-influenser som drivs av en simpel pianoslinga. Låttexten beskriver Norwood uppleva kärlek vid första ögonkastet i en nattklubb och anger fullmånen som den rätta omständigheten.
"Full Moon" mottogs väl av musikjournalister som hyllade Norwoods röst som såväl produktionens kraftiga basgång.

## Bakgrund
I motsats till Rodney Jerkins och hans Darkchild-teams musikaliska dominans på Brandys tredje album skapades "Full Moon" av låtskrivaren och producenten Mike City. Mike och Brandy jobbade även på flera andra låtar tillsammans och var i början osäkra på om sången skulle inkluderas på albumet då den inte hade samma "sound" som den övriga produktionen. "Jag är glad att vi beslutade att ta med den, för att den visar vart jag kommer ifrån både musikaliskt och sångmässigt jag kunde relatera till låttexten." Så förklarade Norwood det i en intervju med MTV News följande år och fortsatte: "Det tog Mike ett tag för att förstå mina galna idéer men han utmanade verkligen sig själv. Om man lyssnar på den hör man att den inte liknar något av hans tidigare arbeten." Brandy berättade att låten har en "ghetto"-karaktär med inslag av både Pop och R&B samtidigt. Texten handlar om kärlek vid första ögonkastet och att allt kan hända under en fullmåne. Hon fortsatte: "Jag hoppas verkligen att den blir den andra singeln från skivan för den är så annorlunda, jag har aldrig hört något liknande." Sångerskan sjunger i refrängen:

I ain't even gonna front

I ain't even gonna lie

Since you walked up in tha club

I've been givin' you the eye

We can dance if you want

Get it crackin' if you like

It must be a full moon

Feels like one of those nights

"Full Moon" remixades senare av flera producenter och dj:ar med rappare som Fat Joe och Twista.

## Musikvideo
Singelns musikvideo regisserades av Chris Robinson och filmades på olika platser runt om Los Angeles den första och andra mars 2002. Brandy, som var gravid i sjätte månaden vid tillfället, dansar inte i videon jämfört med föregångaren "What About Us?". I videon medverkar modellen och skådespelaren Yoki Brown (Moesha, Boston Public) som sångerskans kärleksintresse. Den slutgiltiga videon hade premiär internationellt den 23 mars 2002 på MTVs Total Request Live.
Videon börjar med Brandy som står på sin altan vid sitt hus, troligtvis beläget i The Hills i L.A, och tittar ut på staden med sitt teleskop en klar natt. Norwood riktar uppmärksamheten mot en fest vid ett hus några mil bort där hon får syn på sin "potentiella partner".
Efter det visas sångerskan i sin silverfärgade cabriolet, en Corvette av äldre årsmodell, då hon är på väg till festen för att möta mannen hon såg i sitt teleskop. 
När hon kommer dit, står de på långt avstånd och betraktar varandra och åker sedan därifrån i Norwoods bil. Videon slutar med att Brandy och Yoki sitter i bilen, som står parkerad vid någon av The Hills många utkiksplatser och betraktar månen som är på nedgång.

## Listpresterande
Tack vare få spelningar och framträdanden, då Norwood var gravid, resulterade det i att "Full Moon" inte var lika framgångsrik som föregångaren "What About Us?". Ändå nådde låten stora kommersiella framgångar och tog sin in på Billboard Hot 100 och klättrade till en 18:e placering. Utanför USA tog sig låten över topp 30 på flera listor.

### Listor
| Listor (2002)                                 | Topp position |
| --------------------------------------------- | ------------- |
| Australiens ARIA                              | 43            |
| Hollands singellista                          | 51            |
| Frankrikes singellista                        | 26            |
| Tysklands singellista                         | 54            |
| Italiens singellista                          | 27            |
| Sverigetopplistan                             | 53            |
| Schweiz singellista                           | 72            |
| UK Singles Chart                              | 15            |
| Amerikanska Billboard Hot 100                 | 18            |
| Amerikanska Billboard Hot Dance Singles Sales | 2             |
| Amerikanska Billboard Hot R&B/Hip-Hop Songs   | 16            |

## Format och innehållsförteckningar
| 1. "Full Moon" (Radio Edit) 2. "Full Moon" (Cutfather & Joe Remix) 3. "Full Moon" (Ernie Lake Radio Edit) 4. "Die Without You" (featuring Ray-J) 5. "What About Us?" (Simon Vegas Remix) 6. "What about Us?" (Enhanced Video) 1. "Full Moon" (Radio Mix) 2. "Full Moon" (Album Version) 3. "Full Moon" (Full Intention Club Mix) 4. "Full Moon" (Video) 1. "Full Moon" (Cutfather & Joe Remix) 2. "Full Moon" (Album Version) 3. "Die Without You" (Album Version) 4. "Full Moon" (Cutfather & Joe Remix Instrumental) 5. "Full Moon" (Instrumental) 6. "Die Without You" (Instrumental) 7. "Full Moon" (Ernie Lake Radio Edit) 8. "Full Moon" (Ernie Lake Club Mix) 9. "Full Moon" (Full Intention Club Mix) 10. "Full Moon" (Full Intention Dub #1) | 1. "Full Moon" (Damien Mendis Remix) 2. "Full Moon" (Precision Remix featuring Fat Joe) 3. "Full Moon" (Precision Remix featuring Twista) 4. "Full Moon" (Soulchild Remix) 5. "Full Moon" (C & J Remix) 6. "Full Moon" (Full Intention Club Mix) 7. "Full Moon" (Ernie Lake Club Mix) 8. "Full Moon" (Filur Vs. C & J Mix) 9. "Full Moon" (Robbie Rivera Freeze Mix) 10. "Full Moon" (Mike Rizzo Global Club Mix) 11. "Full Moon" (Rascal Extended Mix) 12. "Full Moon" (Rascal Dub) 1. "Full Moon" (K-Warren Vox) 2. "Full Moon" (K-Warren Dub) 1. "Full Moon" (Radio Mix) 2. "Full Moon" (Album Version) 1. "Full Moon" (Full Intention Club Mix) 2. "Full Moon" (Full Intention Dub) |